# 翟廷楠
翟廷楠（1531年—1581年），字棟叔，號龍洲，山西渾源州人，軍籍，明朝政治人物。

## 生平
嘉靖三十四年（1555年）乙卯科山西鄉試第五名。隆慶五年（1571年）辛未科三甲第一百四十五名進士。都察院觀政，出任陝西承宣佈政使司涇陽縣知縣。任內曾增修倉廒，计廒十八座。萬曆三年（1575年）升南京大理寺评事，养病，五年京察致仕。萬曆九年卒，年五十一。
墓在浑源州城南二十里长村岭之阳。

## 家族
曾祖父翟福；祖父翟紀；父翟蓬，號古村，官濟陽縣丞。母李氏，贈孺人。兄廷槐。弟廷梧、廷松。子翟瑛、翟玠、翟珙、翟珫、翟玧。孫翟尔弘。